# 김녕초등학교
김녕초등학교는 대한민국 제주특별자치도 제주시 구좌읍 김녕리에 있는 공립 초등학교이다.

## 학교 연혁
- 1923년 9월 1일 구좌공립보통학교(4년제) 개교
- 1935년 4월 13일 수업연한 개편(정규 6년)
- 1938년 4월 1일 김녕공립심상소학교로 개칭
- 1941년 4월 1일 김녕공립국민학교로 개칭
- 1950년 6월 1일 김녕국민학교로 개칭
- 1964년 2월 22일 덕천분교장 설치
- 1977년 3월 1일 특수학급(1학급) 인가
- 1980년 3월 1일 병설유치원 1학급 편성 인가
- 1983년 1월 1일 동복분교장 격하 및 편입
- 1990년 3월 1일 덕천분교장 폐교 본교로 통합
- 1996년 3월 1일 김녕초등학교로 개칭
- 2007년 2월 25일 교육역사관 개관
- 2007년 5월 2일 공덕비 제막식
- 2009년 9월 30일 급식소(현대회 리모델링) 개소식
- 2012년 5월 4일 인조잔디운동장 개장식
- 2013년 3월 1일 7학급 편성 인가(특수학급 1학급 포함)
- 2015년 12월 1일 학교 대수선 공사
- 2016년 3월 1일 제34대 양인자 교장 부임
- 2017년 2월 10일 제90회 졸업(본교14명, 분교 4명 졸업(총 졸업생 6,940명)
- 2018년 3월 1일 제35대 박형근 교장 부임
- 2018년 1월 25일 제92회 졸업(본교 17명, 분교 6명 졸업, 총 6,976명

## 만장굴 발견
제주시 구좌읍 김녕초등학교 교사이던 부종휴 선생은 어린 학생들과 함께 탐사대를 조직해 1946∼1947년 전체 길이 7천400ｍ, 최대 높이 25ｍ, 너비 18ｍ로 용암동굴로는 제주에서 가장 규모가 큰 만장굴(천연기념물 제98호)을 처음 발견했다. 1969년에는 길이 7천33ｍ의 빌레못동굴(천연기념물 제342호)을 발견하기도 했다.

## 참고 자료
- 김녕초등학교 - 한국교육학술정보원 학교알리미